# Berdeniella zoiai
Berdeniella zoiai är en tvåvingeart som beskrevs av Salamanna 1983. Berdeniella zoiai ingår i släktet Berdeniella och familjen fjärilsmyggor. Inga underarter finns listade i Catalogue of Life.